# Bruno Essoh Yedoh
Bruno Essoh Yedoh (* 17. Februar 1963 in Orbaff, Lagunes, Elfenbeinküste) ist ein ivorischer Geistlicher und römisch-katholischer Bischof von Bondoukou.

## Leben
Bruno Essoh Yedoh empfing am 8. Dezember 1990 das Sakrament der Priesterweihe.
Am 28. Juni 2019 ernannte ihn Papst Franziskus zum Bischof von Bondoukou. Der Erzbischof von Abidjan, Jean-Pierre Kardinal Kutwa, spendete ihm am 28. September desselben Jahres die Bischofsweihe; Mitkonsekratoren waren der Erzbischof von Bouaké, Paul-Siméon Ahouanan Djro OFM, und der Bischof von Yopougon, Salomon Lezoutié.